# Огнено ветрило
Огненото ветрило е уред за танц с огън, който прилича на ветрило.
То обикновено се конструира с от 3 до 6 метални ребра, на краищата на които се навива тъканта за горене във формата на факла. Всяко ветрило е приблизително широко от 0,5 до 1 метър. Огнените ветрила не са толкова популярни в сравнение с други огнени уреди като огнен пой или огнена тояга, като по-скоро са ориентирани предимно към танца, докато поят и тоягата са насочени по-скоро към жонглирането.
При боравенето с огнени ветрила уредите се вземат по 1 във всяка ръка и се завъртат около тялото, като по този начин се създават разнообразни движения. Много от движенията са заимствани от поя или от бухалките, но ветрилата не позволяват толкова много свобода на движение и изискват много повече гъвкавост.
Според типа кевлар ветрилата обикновено имат малък огнен тампон на върха на всяко ребро или кевларено въже по продължение на металната дъга на ветрилото, която съединява всички ребра. В зависимост от конструкцията някои ветрила се сгъват в основата си (много наподобявайки обикновеното ветрило, което се държи в ръка), други са постоянно разгънати. Някои ветрила имат сложна орнаментирана плетеница, но за сметка на това не са толкова добре видими, тъй като при употреба се вижда ясно единствено огънят.